# دان اولسن
دان اولسن (بالإنجليزية: Dan Olsen) هو عالم حاسوب أمريكي، ولد في 22 يونيو 1953.